# Tijana Ajduković
Tijana Ajduković (in serbo Тијана Ајдуковић?; Bačka Topola, 3 giugno 1991) è un'ex cestista serba.
Centro di 193 cm, ha giocato in Serie A1 con Parma.

## Carriera
Nel 2013 lascia Parma per andare a giocare nel campionato ungherese con il Pinkk Pécsi 424.
Con la Serbia ha disputato i Campionati mondiali del 2014 e i Campionati europei del 2015.